# Vyšėjšaja Liha 2002
La Vyšėjšaja Liha 2002 è stata la dodicesima edizione della massima serie del campionato bielorusso di calcio, disputato tra il 12 aprile e il 3 novembre 2002 e conclusosi con la vittoria del BATĖ Borisov, al suo secondo campionato vinto, dopo aver sconfitto il Nëman nello spareggio per il titolo. Il capocannoniere della competizione fu Valeryj Strypejkis (Belšyna) con 18 reti realizzate.

## Stagione

### Novità
Dalla Vyšėjšaja Liha 2001 vennero retrocessi in Peršaja Liha il Naftan e il Vedryč-97 Rėčyca, mentre dalla Peršaja Liha vennero promossi il Tarpeda Žodzina e il Zorka-VA-BDU Minsk. Prima dell'inizio della stagione il Nëman-Belkard cambiò denominazione in Nëman.

### Formula
Le 14 squadre partecipanti disputarono un girone all'italiana con partite di andata e ritorno per un totale di 26 partite. La prima classificata, vincitrice del campionato, venne ammessa alla UEFA Champions League 2003-2004. La seconda classificata venne ammessa in Coppa UEFA 2003-2004, assieme alla squadra vincitrice della Coppa di Bielorussia; se quest'ultima avesse concluso il campionato al secondo posto, la terza classificata sarebbe stata ammessa in Coppa UEFA. Un ulteriore posto venne assegnato per la partecipazione alla Coppa Intertoto 2003. L'ultima classificata venne retrocessa in Peršaja Liha.

## Squadre partecipanti
| Club                     | Città      | Stadio             | Stagione 2001               |
| ------------------------ | ---------- | ------------------ | --------------------------- |
| BATĖ Borisov             | Barysaŭ    | Stadio Haradzki    | 3º posto in Vyšėjšaja Liha  |
| Belšyna                  | Babrujsk   | Stadio Spartak     | Campione della Bielorussia  |
| Dinamo Brėst             | Brėst      | OSK Brestsky       | 11º posto in Vyšėjšaja Liha |
| Dinamo Minsk             | Minsk      | Stadio Dinamo      | 2º posto in Vyšėjšaja Liha  |
| Dnjapro-Transmaš Mahilëŭ | Mahilëŭ    | Spartak Stadium    | 9º posto in Vyšėjšaja Liha  |
| Homel'                   | Homel'     | Stadyen Central'ny | 7º posto in Vyšėjšaja Liha  |
| Ljakamatyŭ-96 Vicebsk    | Vicebsk    | Vitebsky CSK       | 12º posto in Vyšėjšaja Liha |
| Maladzečna-2000          | Maladzečna | Stadyen Haradski   | 10º posto in Vyšėjšaja Liha |
| Nëman                    | Hrodna     | Stadyen Nëman      | 4º posto in Vyšėjšaja Liha  |
| Šachcër Salihorsk        | Salihorsk  | Stadyen Stroitel   | 5º posto in Vyšėjšaja Liha  |
| Slavija Mazyr            | Mazyr      | Stadyen Junatsva   | 6º posto in Vyšėjšaja Liha  |
| Tarpeda-MAZ Minsk        | Minsk      | Stadio Torpedo     | 8º posto in Vyšėjšaja Liha  |
| Tarpeda Žodzina          | Žodzina    | Stadio Torpedo     | 1º posto in Peršaja Liha    |
| Zorka-VA-BDU Minsk       | Minsk      | Stadio Traktar     | 2º posto in Peršaja Liha    |

## Classifica finale
|  | Pos. | Squadra                  | Pt | G  | V  | N | P  | GF | GS | DR  |
|  | ---- | ------------------------ | -- | -- | -- | - | -- | -- | -- | --- |
|  | 1.   | BATĖ Borisov             | 56 | 26 | 18 | 2 | 6  | 51 | 20 | +31 |
|  | 2.   | Nëman                    | 56 | 26 | 17 | 5 | 4  | 47 | 20 | +27 |
|  | 3.   | Šachcër Salihorsk        | 51 | 26 | 15 | 6 | 7  | 41 | 23 | +18 |
|  | 4.   | Tarpeda-MAZ Minsk        | 51 | 26 | 15 | 6 | 7  | 30 | 16 | +14 |
|  | 5.   | Tarpeda Žodzina          | 43 | 26 | 13 | 4 | 9  | 38 | 27 | +11 |
|  | 6.   | Homel'                   | 43 | 26 | 13 | 4 | 9  | 46 | 33 | +13 |
|  | 7.   | Dinamo Minsk             | 42 | 26 | 12 | 6 | 8  | 44 | 28 | +16 |
|  | 8.   | Belšyna (-3)             | 37 | 26 | 12 | 4 | 10 | 44 | 38 | +6  |
|  | 9.   | Dnjapro-Transmaš Mahilëŭ | 36 | 26 | 10 | 6 | 10 | 38 | 37 | +1  |
|  | 10.  | Dinamo Brėst             | 32 | 26 | 8  | 8 | 10 | 25 | 26 | -1  |
|  | 11.  | Slavija Mazyr            | 24 | 26 | 6  | 6 | 14 | 38 | 61 | -23 |
|  | 12.  | Zorka-VA-BDU Minsk       | 18 | 26 | 4  | 6 | 16 | 28 | 48 | -20 |
|  | 13.  | Maladzečna-2000          | 12 | 26 | 3  | 3 | 20 | 23 | 59 | -36 |
|  | 14.  | Ljakamatyŭ-96 Vicebsk    | 9  | 26 | 3  | 0 | 23 | 20 | 77 | -57 |

Legenda:
      Campione di Bielorussia e ammesso alla UEFA Champions League 2003-2004.
   Ammesso allo spareggio per il titolo.
      Ammesso alla Coppa UEFA 2003-2004.
      Ammessa alla Coppa Intertoto 2003.
      Retrocessa in Peršaja Liha 2003.
Note:
Tre punti a vittoria, uno a pareggio, zero a sconfitta.
Il Belšyna ha scontato 3 punti di penalizzazione.

## Risultati

### Tabellone
|                          | BAT  | Nëm  | Šac  | TMi  | TŽo  | Hom  | DiM  | Bel  | Dnj  | DiB  | Sla  | Zor  | Mal  | Lya  |
| ------------------------ | ---- | ---- | ---- | ---- | ---- | ---- | ---- | ---- | ---- | ---- | ---- | ---- | ---- | ---- |
| BATĖ Borisov             | –––– | 2-1  | 2-0  | 0-2  | 4-0  | 0-1  | 1-0  | 2-4  | 2-0  | 2-0  | 3-1  | 3-1  | 4-0  | 6-0  |
| Nëman                    | 0-1  | –––– | 1-0  | 1-1  | 1-1  | 2-1  | 2-0  | 1-0  | 3-2  | 2-1  | 5-2  | 2-0  | 2-0  | 1-0  |
| Šachcër Salihorsk        | 2-0  | 1-0  | –––– | 2-2  | 3-0  | 3-1  | 1-0  | 1-0  | 3-0  | 2-0  | 2-2  | 2-1  | 3-1  | 3-1  |
| Tarpeda-MAZ Minsk        | 0-0  | 1-0  | 1-2  | –––– | 0-1  | 2-1  | 0-1  | 1-0  | 1-1  | 0-1  | 1-0  | 1-0  | 3-2  | 2-1  |
| Tarpeda Žodzina          | 0-0  | 0-2  | 0-0  | 0-2  | –––– | 3-2  | 0-0  | 4-0  | 2-0  | 2-1  | 1-2  | 4-1  | 2-0  | 5-0  |
| Homel'                   | 1-0  | 1-1  | 1-1  | 0-2  | 1-4  | –––– | 1-1  | 1-0  | 3-2  | 3-0  | 3-2  | 2-2  | 5-0  | 3-0  |
| Dinamo Minsk             | 1-2  | 1-1  | 1-1  | 0-1  | 2-1  | 1-0  | –––– | 2-1  | 1-1  | 1-2  | 6-3  | 6-3  | 4-1  | 5-1  |
| Belšyna                  | 2-1  | 1-5  | 0-1  | 3-2  | 1-0  | 3-0  | 2-1  | –––– | 3-1  | 1-1  | 2-2  | 1-1  | 3-2  | 1-2  |
| Dnjapro-Transmaš Mahilëŭ | 1-4  | 1-2  | 1-1  | 0-0  | 1-0  | 1-3  | 2-1  | 2-0  | –––– | 2-0  | 3-0  | 4-0  | 3-1  | 3-1  |
| Dinamo Brest             | 0-1  | 1-1  | 1-0  | 0-1  | 0-1  | 2-1  | 0-0  | 0-0  | 0-0  | –––– | 0-0  | 1-2  | 2-1  | 5-0  |
| Slavija Mazyr            | 0-2  | 1-3  | 5-2  | 0-2  | 3-2  | 0-2  | 0-4  | 1-6  | 3-2  | 1-1  | –––– | 1-2  | 3-0  | 2-1  |
| Zorka-VA-BDU Minsk       | 1-2  | 0-2  | 1-0  | 0-1  | 1-2  | 1-2  | 1-2  | 2-3  | 0-0  | 0-0  | 2-2  | –––– | 0-1  | 4-1  |
| Maladzečna-2000          | 1-3  | 0-1  | 0-2  | 0-0  | 0-2  | 0-3  | 0-1  | 2-3  | 1-2  | 1-3  | 2-2  | 1-1  | –––– | 3-1  |
| Ljakamatyŭ-96 Vicebsk    | 1-4  | 1-5  | 1-3  | 0-1  | 0-1  | 0-4  | 0-2  | 0-4  | 2-3  | 1-3  | 2-0  | 2-1  | 1-3  | –––– |

## Spareggio per il titolo
Poiché le prime due classificate avevano concluso il campionato a pari punti, venne disputato uno spareggio per l'assegnazione del titolo. Il BATĖ Borisov vinse lo spareggio sul Nëman dopo i tempi supplementari, conquistando il titolo e l'ammissione alla UEFA Champions League 2003-2004, mentre il Nëman venne ammesso alla Coppa UEFA 2003-2004.
|              | Risultati   |       | Luogo e data                           |
| ------------ | ----------- | ----- | -------------------------------------- |
| BATĖ Borisov | 1 - 0 (dts) | Nëman | Minsk, Stadio Traktar, 8 novembre 2002 |
|              |             |       |                                        |

## Statistiche

### Classifica marcatori
| Gol |  |  | Giocatore           | Squadra           |
| --- |  |  | ------------------- | ----------------- |
| 18  |  |  | Valeryj Strypejkis  | Slavija Mazyr     |
| 17  |  |  | Jurij Marchel'      | Tarpeda Žodzina   |
| 12  |  |  | Sjarhej Nikifarėnka | Šachcër Salihorsk |
| 11  |  |  | Viktar Barel'       | Homel'            |
| 11  |  |  | Henadz' Bliz'njuk   | Homel'            |
| 11  |  |  | Vadzim Bojka        | Dinamo Brest      |
| 11  |  |  | Ihar Čumačenka      | BATĖ Borisov      |
| 11  |  |  | Maksim Cyhalka      | Dinamo Minsk      |
| 11  |  |  | Dzjanis Karolik     | Belšyna           |
| 11  |  |  | Dzmitryj Kavalënak  | Nëman             |